# Jasienica (gmina w województwie warszawskim)
Jasienica (pocz. Jasienice) – dawna gmina wiejska istniejąca do 1954 roku w woj. białostockim/woj. warszawskim (dzisiejsze woj. mazowieckie). Siedzibą władz gminy była Jasienica.
Przez większą część okresu międzywojennego gmina Jasienica należała do powiatu ostrowskiego w woj. białostockim. 1 kwietnia 1939 roku gminę Jasienica wraz z całym powiatem ostrowskim przyłączono do woj. warszawskiego.
Po wojnie gmina zachowała przynależność administracyjną. Według stanu z 1 lipca 1952 roku gmina była podzielona na 19 gromad: Budy Grudzie, Chmielewo, Dąbrowa, Guty-Bujno, Jasienica, Jasienia parc., Kalinowo, Kalinowo parc., Kowalówka, Króle Duże, Króle Małe, Nieskórz, Paproć Duża, Pęchratka, Prosienica, Ruskołęki Nowe, Ruskołęki Stare, Ruskołęki parc., Smolechy. Gmina została zniesiona 29 września 1954 roku wraz z reformą wprowadzającą gromady w miejsce gmin. Jednostki nie przywrócono 1 stycznia 1973 roku po reaktywowaniu gmin, a jej terytorialny dawny obszar wszedł głównie w skład nowej gminy Ostrów Mazowiecka.